# مسجد سيواس الكبير
مسجد سيواس الكبير (بالإنجليزية: Great Mosque of Sivas) هو مسجد تاريخي يقع في سيواس في تركيا، بني المسجد في القرن الثاني عشر وهو أقدم مبنى في المدينة.

## التاريخ
يعد المسجد أحد أقدم المساجد في الأناضول، وفقًا للنقش الكتابي الذي تم اكتشافه أثناء أعمال الترميم عام 1955شيد المسجد في عام 1196-1197م.

## الوصف

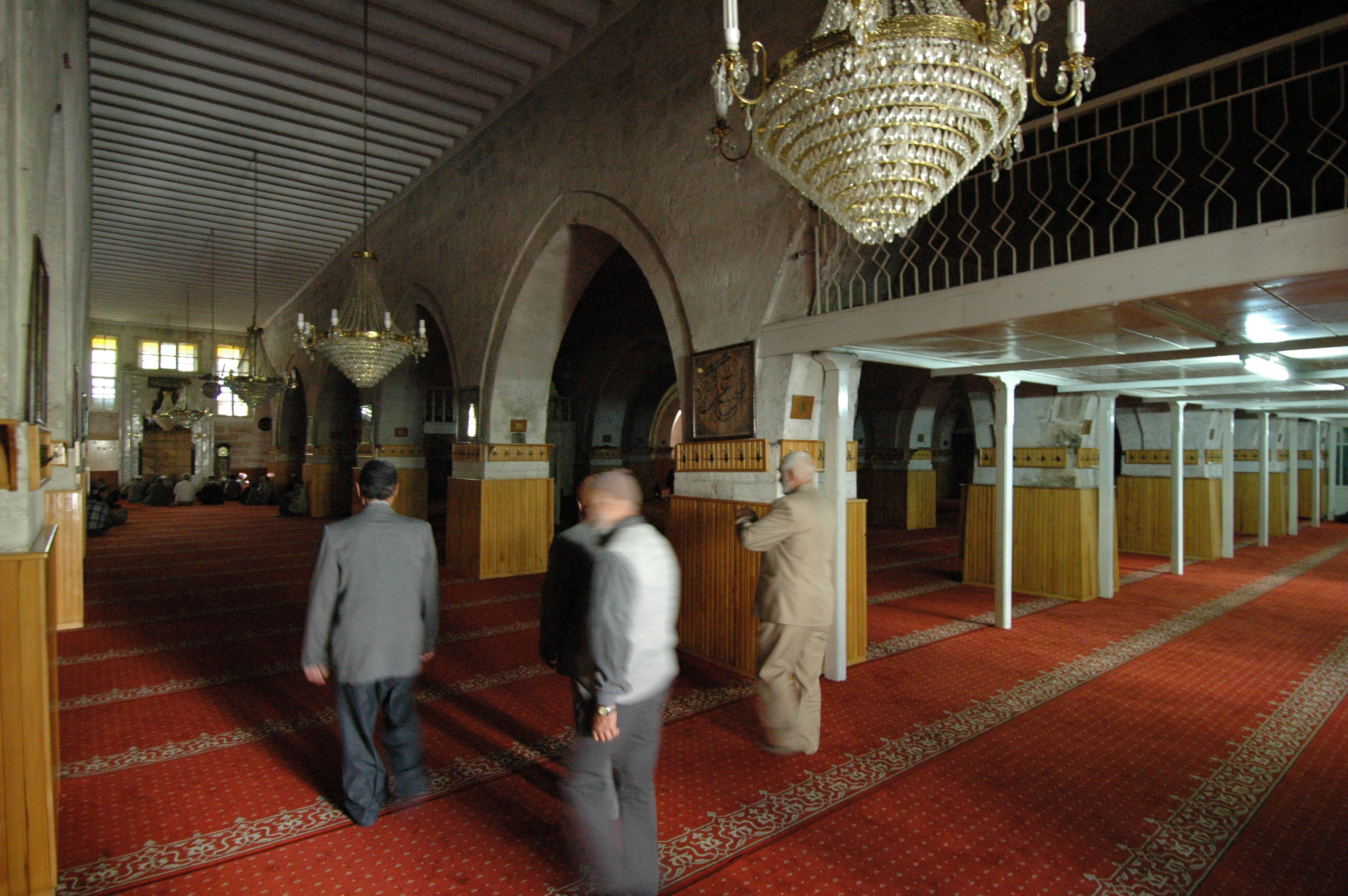
مسجد سيواس من الداخل

صمم المسجد على شكل أعمدة، وهو أقدم نوع من تصميم المساجد في الأناضول.
الهيكل الرئيسي وهو قاعة الصلاة، عبارة عن مبنى أرضي مستطيل ومبني من الحجر المقطوع، ينقسم الجزء الداخلي إلى أحد عشر ممرًا أو بلاطًا بواسطة عشرة صفوف من العقود المدببة المدعومة على دعامات سميكة تتعامد مع جدار القبلة، والقاعة مغطاة بسقف خشبي مسطح.
المدخل الرئيسي للمسجد  يتم من الجهة الشمالية عبر رواق خشبي يعود تاريخه إلى العصر الحديث.

## المئذنة
يعود بناء المئذنة إلى القرن الثاني عشر من الطوب وتقع بالقرب من الزاوية الجنوبية الشرقية للمسجد، بها سلم حلزوني مكون من 114 درجة تصعد إلى القمة، بنيت على طراز مآذن العمارة السلجوقية، الشرفة تقع بالقرب من أعلى المئذنة مدعومة بحواف من المقرنصات من الطوب المنقوش بأشرطة أو زخارف هندسية. تتكون الطبقات العليا من نتوءات من الطوب مثلثة الشكل.

## أعمال الترميم

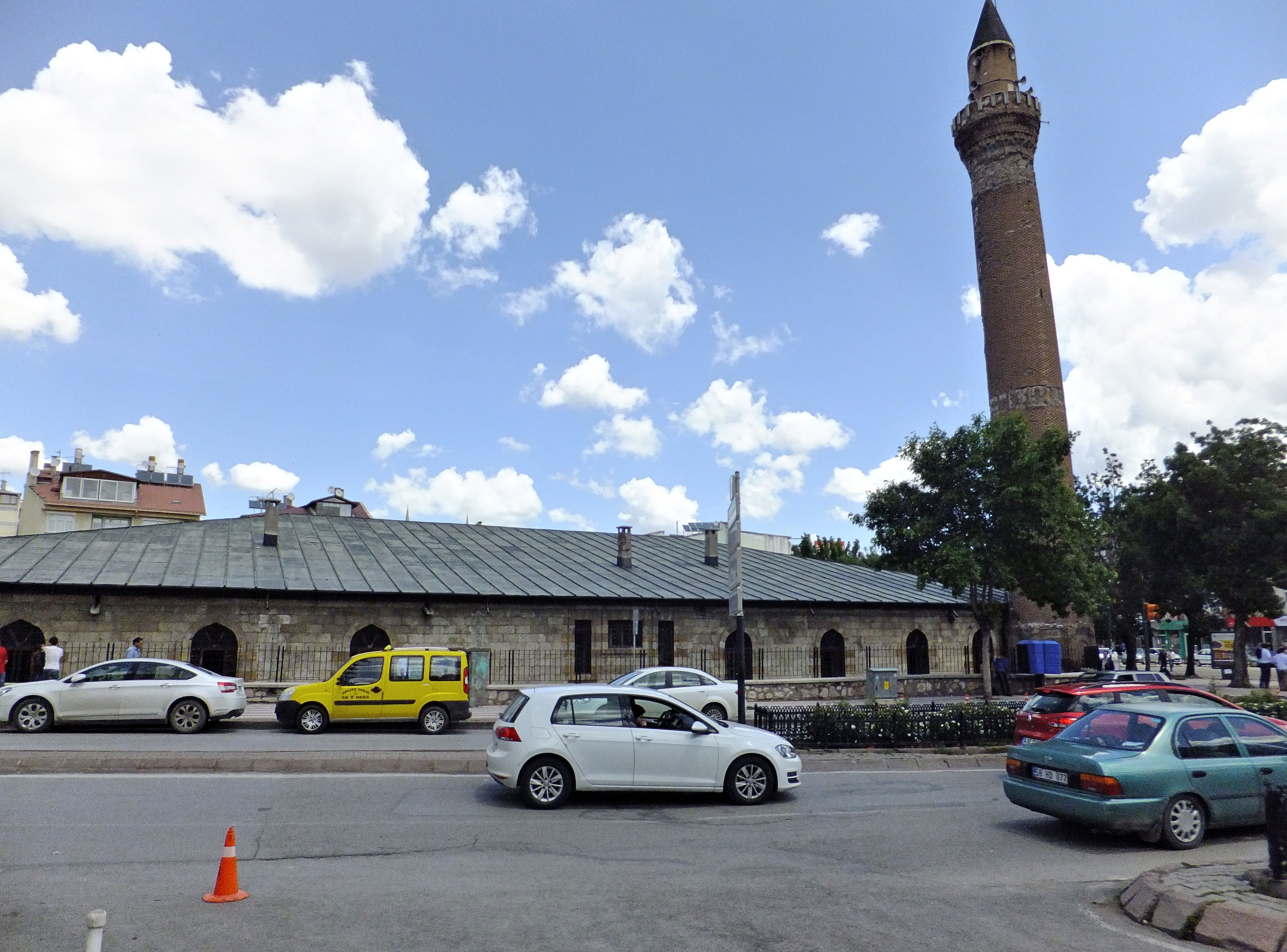
مسجد سيواس

المئذنة مهددة حاليًا بالميل الذي ميز مظهرها منذ فترة طويلة، في أكتوبر 2023 قام فريق من الخبراء الأتراك والإيطاليين بإعداد خطط لتثبيت البرج عن طريق إدخال تعزيزات فولاذية بطول 40 مترًا بداخله، وبعد ذلك تم أيضًا إصلاح وتجديد المبنى الرئيسي للمسجد.